# Baubeschreibung (Bauvertrag)
Bei einer Baubeschreibung handelt es sich um eine detaillierte Beschreibung des zu errichtenden Gebäudes. Dabei werden, neben der Art der Bauausführung, die zum Einbau gelangenden Materialien beschrieben und aufgelistet.

## Zweck
Im Bereich der privaten Immobilienfinanzierung gehört die Baubeschreibung zu den Unterlagen, die der Immobilienkäufer oder Bauherr für die Kreditbewilligung bei seiner Bank einreichen muss. Die Baubeschreibung wird Bestandteil des Bauvertrags. Steht der Bau im Zusammenhang mit einem Grundstückskauf bzw. Kauf vom Bauträger, wird die Baubeschreibung als Bestandteil des Kaufvertrags zwingend notariell beurkundet.
Die Baubeschreibung dient dem professionellen, also gewerblichen Verkäufer als Beschreibung seines Leistungsumfangs. Daher enthält sie sowohl auszuführende Leistungen als auch nicht geleistete und zumeist noch Änderungs- und Haftungsausschlüsse. Die Baubeschreibung sollte daher stets einem Fachmann (Architekt, Anwalt) oder z. B. der Verbraucherschutzzentrale vorgelegt werden.
Informationspflichten bei Verbraucherbauverträgen
Der Unternehmer ist nach § 650j des Bürgerlichen Gesetzbuchs verpflichtet, dem Verbraucher rechtzeitig vor Abgabe von dessen Vertragserklärung eine Baubeschreibung in Textform zur Verfügung zu stellen.

## Inhalte einer Baubeschreibung

### Allgemeine Beschreibung der Bauleistung
- Art, Zweck, Nutzung, Gesamtumfang, Funktion, Konzept der Bauleistung. Geeignete Planunterlagen sind mit einzubeziehen.

### Qualitäten, Fabrikate, Preise
- Hersteller, Fabrikate, Preise je Quadratmeter, Oberflächen, Farben

### Beschreibung der örtlichen Gegebenheiten am Erfüllungsort sowie der Umgebung
- Grundwasserverhältnisse
- Gewässer, Schutzzonen, Immissionen
- Absicherung u. Bewachung der Baustelle
- Vorarbeiten durch Auftraggeber und andere Unternehmer
- andere gleichzeitig laufende Arbeiten
- Auswirkung Dritter auf die Leistungsausführung
- Einbeziehung geeigneter Planunterlagen

### Festlegungen zur Ausführung der Bauleistung
- Baudurchführung allgemein, Bauablauf
- bauliche und ausführungstechnische Vorgaben
- Besonderheiten, besondere Erfordernisse
- Verwendung von Bauablaufplänen

### Beschreibungen konstruktiver od. sonstiger Merkmale der Bauleistung
- konstruktiver Aufbau, Dämmungen, Bauhilfsmaßnahmen
- statische u. bauphysikalische Berechnungen und Vorgaben
- Ausstattungsmerkmale (Haustechnikbereich)

### Leistungsdarstellungen
- Termin- und Bauablaufpläne
- Lagepläne
- Konstruktionspläne